# Stenus pubescens
Stenus pubescens är en skalbaggsart som beskrevs av Stephens 1833. Stenus pubescens ingår i släktet Stenus, och familjen kortvingar. Arten är reproducerande i Sverige.